# Stadion im. Atatürka w Bolu
Stadion im. Atatürka – wielofunkcyjny stadion w Bolu, w Turcji. Został otwarty w 1958 roku. Może pomieścić 9000 widzów. Swoje spotkania rozgrywają na nim piłkarze klubu Boluspor.